# Fallon megye
Fallon megye az Amerikai Egyesült Államokban, azon belül Montana államban található. Megyeszékhelye és legnagyobb városa Baker. Lakosainak száma 3049 fő (2020. április 1.). Fallon megye Wibaux, Carter, Harding, Golden Valley, Prairie, Custer, Bowman és Slope megyékkel határos.

## Népesség
A megye népességének változása:
| Lakosok száma | 2890 | 2940 | 3039 | 3079 | 3190 | 3049 |
|               | 2010 | 2011 | 2012 | 2013 | 2015 | 2020 |